# Alphonse Yombi Ayakan
Alphonse Yombi Ayakan (* 30. Juni 1969 in Kamerun) war Fußballprofi und Nationalspieler Kameruns. Im Jahre 1990 nahm er an der Fußball-Weltmeisterschaft in Italien teil. 
Als Profi spielte er unter anderem in seiner Heimat bei Canon Yaoundé, sowie in Europa bei Stade Laval (Frankreich), Vejle BK (Dänemark) und Iraklis Thessaloniki (Griechenland).
Heute ist er 1. Vorsitzender der Deutschen Kamerun-Hilfe, die er zusammen mit seiner Frau Heike Yombi Ayakan im Jahre 2002 gründete.

## Leben
Bevor Alphonse Yombi vom Kameruner Nationaltrainer Valeri Nepomniachi in den Nationalkader berufen wurde, spielte er bei dem erfolgreichsten Fußballverein Kameruns Canon Yaoundé. Später wechselte er nach Europa zu Stade Laval (Frankreich), Vejle BK (Dänemark) und Iraklis Thessaloniki (Griechenland). Der Höhepunkt seiner Laufbahn als Profifußballer war jedoch die WM 1990.
Das Kameruner Team um Roger Milla erreichte im Turnier das Viertelfinale und somit den bis dahin größten Erfolg Kameruns bei einer Fußball-Weltmeisterschaft. Insgesamt absolvierte Yombi, der die Rückennummer 12 trug, 38 Länderspiele für seine Heimat Kamerun und wurde für seine Verdienste im Fußball als Ordensträger des Landes ausgezeichnet.
Heute gehört Alphonse Yombi der Deutschen-Kamerun-Hilfe an, die er im Jahre 2002 gründete. 
Der gemeinnützige Verein mit dem Status einer NGO leistet seitdem Hilfe zur Selbsthilfe für bedürftige Kameruner, da seine finanzielle Unterstützung als Fußballprofi in seiner Heimatstadt Bafia nur kurzfristige Lösungen brachte. Deswegen wolle die Deutsche-Kamerun-Hilfe „nicht missionieren, sondern die Menschen vor Ort mobilisieren sich selbst zu helfen“, so Alphonse Yombi. An der Spitze der Projekte, die der Kameruner zu diesem Zweck gemeinsam mit seiner Frau, den ehrenamtlichen Mitarbeitern des Vereins und den Spendern begründet hat, steht die Schreinereischule. Dort und auch in einer Näh- und einer Computerschule sollen in naher Zukunft junge Kameruner ausgebildet werden und so wieder eine Perspektive auf ein Leben ohne Armut bekommen.
Alphonse Yombi Ayakan ist verheiratet.